# Agrodiaetus alpestris
Agrodiaetus alpestris är en fjärilsart som beskrevs av Freyer 1852. Agrodiaetus alpestris ingår i släktet Agrodiaetus och familjen juvelvingar. Inga underarter finns listade i Catalogue of Life.